# Mieleszyn (gmina)
Mieleszyn – gmina wiejska w województwie wielkopolskim, w powiecie gnieźnieńskim. W latach 1975–1998 gmina położona była w województwie poznańskim.
Siedziba gminy to Mieleszyn.
Według danych z 30 czerwca 2004 gminę zamieszkiwało 3981 osób. Natomiast według danych z 31 grudnia 2019 roku gminę zamieszkiwało 4038 osób.
W granicach gminy znajdują się jeziora: Łopienno Północne i Łopienno Południowe

## Struktura powierzchni
Według danych z roku 2002 gmina Mieleszyn ma obszar 99,24 km², w tym:
- użytki rolne: 67%
- użytki leśne: 24%

Gmina stanowi 7,91% powierzchni powiatu.

## Demografia

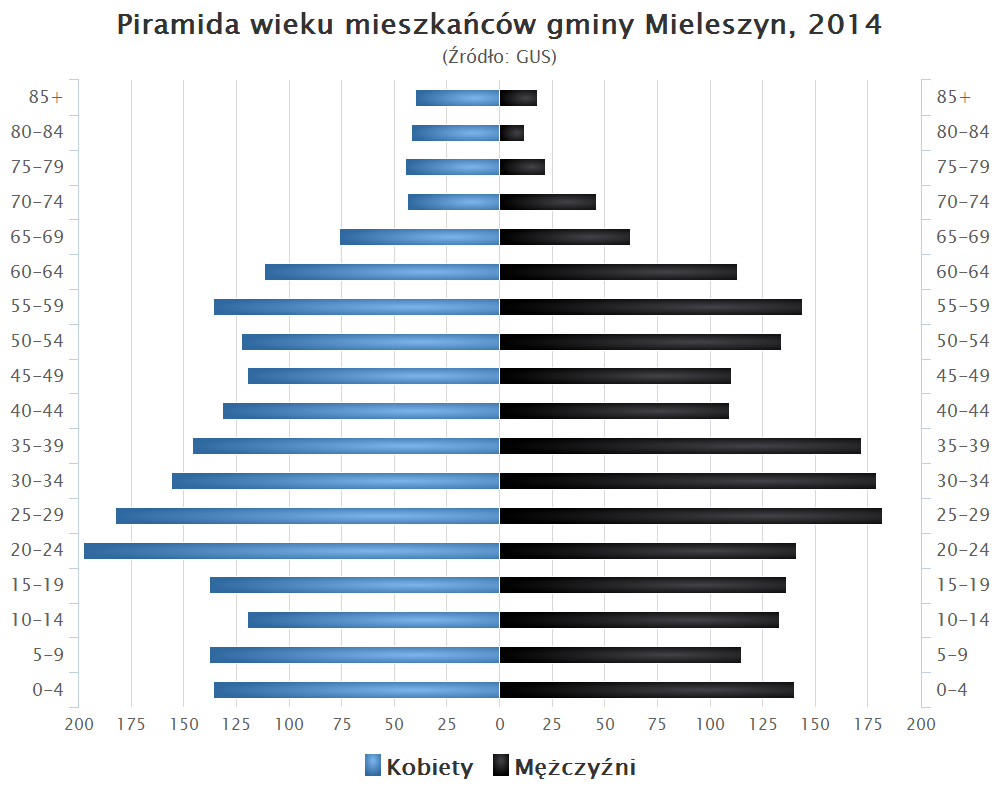
Piramida wieku mieszkańców gminy Mieleszyn w 2014 roku

Dane z 30 czerwca 2004:
| Opis                              | Ogółem | Ogółem | Kobiety | Kobiety | Mężczyźni | Mężczyźni |
| --------------------------------- | ------ | ------ | ------- | ------- | --------- | --------- |
| jednostka                         | osób   | %      | osób    | %       | osób      | %         |
| populacja                         | 4138   | 100    | 2043    | 51,3    | 1938      | 48,7      |
| gęstość zaludnienia (mieszk./km²) | 40,1   | 40,1   | 20,6    | 20,6    | 19,5      | 19,5      |

## Sołectwa
Borzątew, Dębłowo, Dobiejewo, Dziadkówko, Karniszewo, Kowalewo, Łopienno, Mieleszyn, Mielno, Popowo-Ignacewo, Popowo Tomkowe, Przysieka, Sokolniki, Świątniki Małe, Świątniki Wielkie.

## Pozostałe miejscowości
Dziadkowo, Kowalewko, Nowaszyce, Popowo Podleśne.

## Sąsiednie gminy
Janowiec Wielkopolski, Kłecko, Mieścisko, Rogowo, Gniezno